# Белоглазов, Александр Михайлович
Александр Михайлович Белоглазов (род. 29 января 1978, Большой Карай, Саратовская область) — российский офицер Росгвардии, генерал-майор, командир 604-го Краснознамённого центра специального назначения «Витязь» ОДОН имени Ф. Э. Дзержинского ФСВНГ РФ. Герой Российской Федерации (2022).

## Биография
Родился 26 января 1978 года в селе Большой Карай, Романовского района Саратовской области. В детстве увлекался спортом. В 1995 году завершил обучение в сельской средней школе.
В 1995 году поступил на обучение в Саратовское высшее военное командное Краснознамённое училище ВВ МВД России имени Ф. Э. Дзержинского. В 1999 году прошёл стажировку в 1-м Краснознамённом отряде специального назначения «Витязь», который теперь возглавляет.
В 2000 году завершил обучение в высшем военном училище и стал проходить службу в Отдельной дивизии оперативного назначения на офицерских должностях в группе специального назначения в качестве заместителя командира и командира штурмовой группы, командира взвода СпН и заместителем командира этой группы по спецподготовке. В дальнейшем перешёл на службу в 1-й Краснознамённый отряд СпН «Витязь».
В 2004 году поступил в Общевойсковую академию Вооружённых Сил Российской Федерации. В 2008 году вернулся на службу в Краснознамённый центр специального назначения «Витязь» и был назначен на должность заместителя командира и командиром этого центра. В 2011 году ему было присвоено воинское звание полковник. Является лектором общества «Знание» с 2 ноября 2022 года.
12 июля 2024 года Указом Президента России назначен начальником Саратовского военного ордена Жукова Краснознамённого института войск национальной гвардии Российской Федерации» (СВКИ ВНГ РФ), выпускником которого является.
17 марта 2025 года Указом Президента России присвоено воинское звание генерал-майор.

## Санкции
18 декабря 2023 года, из-за российского нападения на Украину, попал под санкции стран Евросоюза так как он «принимал участие в агрессии России против Украины, в том числе в захвате стратегически важного объекта. По мнению чиновников Евросоюза, его действия используются Кремлем для распространения пропаганды продолжающейся агрессивной войны против Украины».